# Украинская авиационная транспортная компания
Украинская авиационная транспортная компания (укр. Українська авіаційна транспортна компанія) — государственное предприятие военно-промышленного комплекса Украины.

## История
УАТК была создана в соответствии с постановлением Кабинета Министров Украины № 1197 от 3 ноября 1997 года с целью более рационального и эффективного использования авиационной техники и инфраструктуры военно-транспортной авиации, выведенной из состава вооружённых сил Украины. 
УАТК была предоставлена лицензия на оказание экспортных услуг по авиаперевозкам товаров военного назначения и право на экспорт товаров военного назначения. В распоряжение УАТК были переданы 98 самолётов Ил-76, а также самолёты Ан-12, Ан-26 и вертолёты Ми-8 из наличия вооружённых сил Украины (всего на баланс компании было передано более 150 воздушных судов, три аэродромно-технических комплекса и другое имущество).
Кроме того, УАТК были предоставлены право на передачу в аренду или фрахт собственной авиационной техники, а также право на реализацию и утилизацию авиационной техники и авиационного оборудования.
17 июля 1998 года при заходе на посадку в Асмэре разбился Ил-78 авиакомпании УАТК (бортовой номер UR-76415), зафрахтованный болгарской авиакомпанией "Эйр София" и выполнявший полёт из Болгарии в Эритрею. Погибли все находившиеся на борту.
В октябре 2002 года УАТК начала утилизацию стратегических бомбардировщиков Ту-22, остававшихся на территории Украины (последний Ту-22 был ликвидирован 27 января 2006 года).
В апреле 2003 года самолёты УАТК использовали для доставки личного состава украинского миротворческого контингента в Сьерра-Леоне.
8 мая 2003 года с самолётом Ил-76 авиакомпании УАТК, выполнявшим перевозку подразделения вооружённых сил Конго (145 военнослужащих и автомашины) из Киншасы в город Лумумбаши имело место авиапроисшествие, после которой полёты авиатехники компании были приостановлены на протяжении месяца: в результате разгерметизации транспортного отсека на высоте 7000 метров самопроизвольно открылась рампа и несколько военнослужащих конголезской армии выпали за борт.
В июне 2003 года из наличия вооружённых сил Украины в аренду авиакомпании "Украинские вертолёты" были переданы 16 вертолётов Ми-8 (в дальнейшем поступившие в уставный фонд УАТК).
В период с 7 по 10 августа 2003 года 19 авиарейсами самолётов Ил-76 УАТК из Украины в Кувейт был доставлен весь личный состав направленного в Ирак украинского миротворческого контингента.
Самолёты авиакомпании УАТК участвовали в авиаперевозках грузов для группировки коалиционных войск MNF-I в Ираке и группировки сил ISAF в Афганистане. 
По итогам работы в 2005 году объём перевозок УАТК увеличился почти в шесть раз по сравнению с 2004 годом и составил 60 млн. долларов США.
5 октября 2006 года Верховная Рада Украины предоставила УАТК право осуществлять авиаперевозки в операциях и учениях НАТО. В это время в распоряжении УАТК имелось 18 транспортных и военно-транспортных самолётов, ещё 15 самолётов находились на хранении.
В начале 2008 года в результате проверки деятельности УАТК было установлено, что с 1997 до конца 2007 года компания продала часть авиатехники, полученной от министерства обороны Украины: 9 самолётов Ил-78, 4 самолёта Ан-24, 15 вертолётов Ми-8, 15 вертолётов Ми-6 и 5 вертолётов Ми-26.
В 2008-2009 гг. руководство УАТК незаконно продало 37 единиц авиатехники, переданной министерством обороны Украины в пользование компании (12 вертолётов Ми-6, два самолёта Ил-62 и 23 самолёта Ил-76).
Кроме того, 2 октября 2009 года из государственного реестра гражданских воздушных судов Украины были исключены ещё три Ми-8МТВ-1, переданные МВД Украины в аренду УАТК (Ми-8МТВ-1 UR-CGC заводской номер 94917; Ми-8МТВ-1 UR-CGD заводской номер 93512; Ми-8МТВ-1 UR-CGE заводской номер 93513).
После создания в декабре 2010 года государственного концерна «Укроборонпром», УАТК была включена в состав концерна.
В 2011 году в результате проверки деятельности УАТК было установлено, что руководство компании незаконно, при отсутствии утвержденного финансового плана, использовало 32 млн. гривен, полученных от продажи основных фондов, на покрытие собственных хозяйственных расходов, чем нанесло государству ущерб в особо крупных размерах.
В июне 2014 года в результате проверки Запорожского филиала УАТК сотрудниками СБУ было установлено хищение 14 авиадвигателей общей стоимостью свыше 6 млн. гривен
В марте 2019 года в Запорожье началась утилизация самолетов Ил-76ТД обанкротившегося ГП «Украинская авиационная транспортная компания».

## Деятельность
УАТК зарегистрирована в Международной организации гражданской авиации (под наименованием "Ukrainian Cargo Airways").
Компания осуществляет грузовые и пассажирские авиаперевозки на территории Украины и за её пределами (включая транспортировку товаров и грузов военного и специального назначения). Самостоятельно выполняет техническое обслуживание и ремонт авиационной техники.
Авиатехника УАТК может быть привлечена к участию в поисково-спасательных работах.